# Gigiotti Zanini

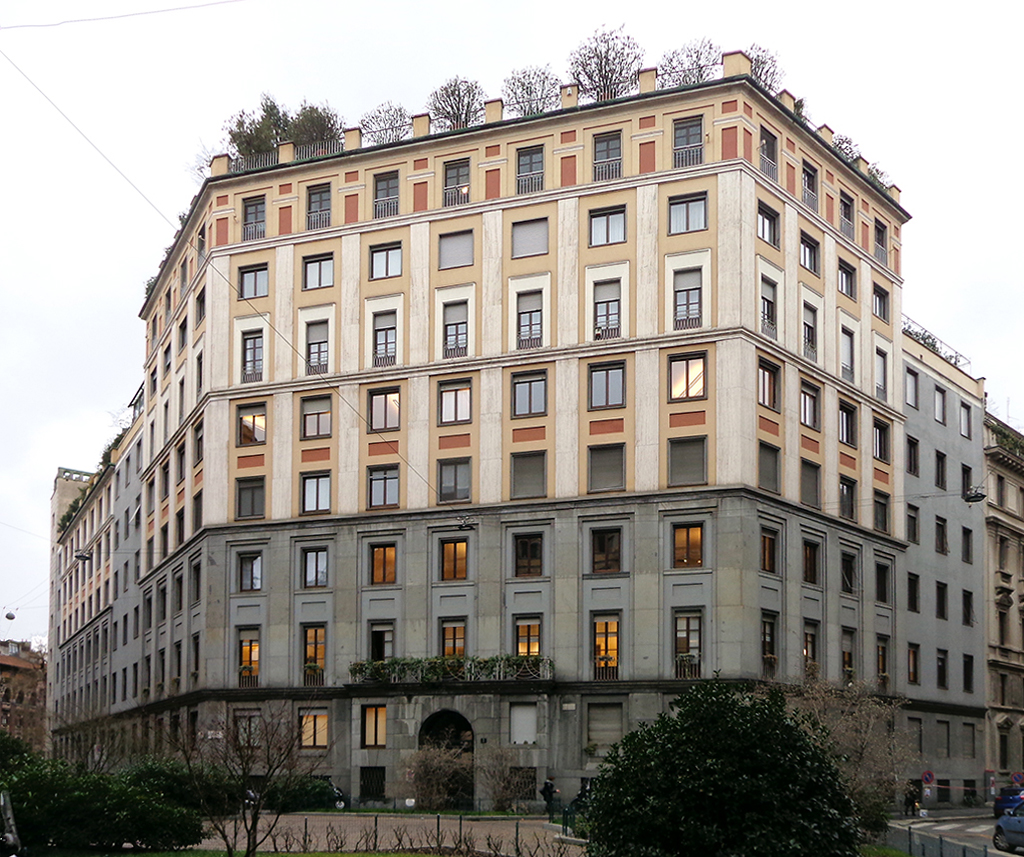
Palazzo Civita (1933-34)
piazza E.Duse, Milano

Luigi Gigiotti Zanini (Vigo di Fassa, 10 marzo 1893 – Gargnano, 1962) è stato un architetto e pittore italiano.

## Biografia
Nacque il 10 marzo 1893 a Vigo di Fassa, all'epoca appartenente al Tirolo austriaco; dopo pochi anni si trasferì con la famiglia a Vezzano, e in seguito frequentò il liceo a Trento.
Nel 1910 si trasferì in Italia, per studiare pittura presso l'Accademia di Belle Arti di Firenze, che tuttavia abbandonò l'anno successivo; iniziò invece a frequentare il gruppo di pittori futuristi che gravitavano intorno alla rivista Lacerba.
Nel 1915, coerentemente con le sue idee irredentiste, partì volontario per la guerra, iniziando ad appassionarsi all'architettura. Al termine del conflitto si stabilì a Milano, dove entrò nel movimento dei Novecentisti di Margherita Sarfatti, frequentandone anche gli architetti del gruppo di Giovanni Muzio.
Fra gli anni venti e trenta realizzò numerosi edifici di abitazione a Milano e diversi allestimenti interni, sempre con un forte gusto grafico derivato dalla sua formazione pittorica.
Dopo la seconda guerra mondiale tornò a dedicarsi esclusivamente alla pittura, fino alla morte avvenuta a Gargnano nel 1962.

## Opere principali
- 1923-1924 Villa Faccincani, Milano
- 1927 casa popolare, Affori
- 1929 casa economica di via Pellegrino Rossi, 2
- 1931 ca. Libreria degli Omenoni, Milano
- 1933-1934 Palazzo Civita, Milano